# برستون ريتشاردز
برستون ريتشاردز (بالإنجليزية: Preston Richards)‏ هو محامي أمريكي، (و. 1881  م).